# كيفن كيلر
كيفن كيلر (بالإنجليزية: Kevin Keller)‏ هو ملحن وعازف بيانو أمريكي، ولد في 27 أبريل 1967 في سان دييغو في الولايات المتحدة.